# Ed Belfour
Edward John Belfour, född 21 april 1965 i Carman, Manitoba, är en kanadensisk före detta professionell ishockeymålvakt. 1999 vann han Stanley Cup med Dallas Stars. 28 juni 2011 valdes han in i Hockey Hall of Fame.

## Spelarkarriär
Ed Belfour påbörjade sin professionella karriär säsongen 1988–89 och utnämndes till Rookie of the Year, årets nykomling, säsongen 1990–91 medan han spelade i Chicago Blackhawks i NHL. Han har även spelat i San Jose Sharks, Dallas Stars, Toronto Maple Leafs och Florida Panthers.
Under tiden i Toronto löpte en drogpåverkad Belfour år 2000 amok på ett lyxhotell i Dallas. Han brottades bland annat med en säkerhetsvakt innan han togs om hand. NHL stängde av Belfour och beordrade honom att söka hjälp. 
1 juli 2007 blev han free agent och den 26 augusti samma år meddelande han i tidningen Vail Daily att han under oktober skulle spela för Leksands IF i Hockeyallsvenskan. När han debuterade i Leksands IF släppte han in sitt första mål efter en minut men höll efter det nollan i 251 minuter.

## Statistik
M = Matcher, V = Vinster, F = Förluster, O = Oavgjorda, ÖTF = Förluster på övertid eller straffar, MIN = Spelade minuter, IM = Insläppta mål, N = Hållna nollor, GIM = Genomsnitt insläppta mål per match, R% = Räddningsprocent

### Grundserie
MJHL = Manitoba Junior Hockey League, WCHA = Western Collegiate Hockey Association, IHL = International Hockey League
| Säsong     | Lag                         | Liga        | M   | V   | F   | O   | ÖTF | MIN   | IM   | N  | GIM  | R%   |
| ---------- | --------------------------- | ----------- | --- | --- | --- | --- | --- | ----- | ---- | -- | ---- | ---- |
| 1983–84    | Winkler Flyers              | MJHL        | 14  | —   | —   | —   | —   | 818   | 68   | 0  | 4.99 | —    |
| 1984–85    | Winkler Flyers              | MJHL        | 34  | —   | —   | —   | —   | 1973  | 145  | 1  | 4.41 | —    |
| 1985–86    | Winkler Flyers              | MJHL        | 33  | —   | —   | —   | —   | 1943  | 124  | 1  | 3.83 | —    |
| 1986–87    | North Dakota Fighting Sioux | NCAA        | 33  | 29  | 4   | 0   | —   | 2049  | 81   | 3  | 2.43 | .915 |
| 1987–88    | Saginaw Hawks               | IHL         | 61  | 32  | 20  | 5   | —   | 3446  | 183  | 0  | 3.19 | —    |
| 1988–89    | Saginaw Hawks               | IHL         | 29  | 12  | 10  | 6   | —   | 1760  | 92   | 0  | 3.10 | —    |
| 1988–89    | Chicago Blackhawks          | NHL         | 23  | 4   | 12  | 3   | —   | 1148  | 74   | 0  | 3.87 | .887 |
| 1990–91    | Chicago Blackhawks          | NHL         | 74  | 43  | 19  | 7   | —   | 4127  | 170  | 4  | 2.47 | .910 |
| 1991–92    | Chicago Blackhawks          | NHL         | 52  | 21  | 18  | 10  | —   | 2928  | 132  | 5  | 2.70 | .894 |
| 1992–93    | Chicago Blackhawks          | NHL         | 71  | 41  | 18  | 11  | —   | 4106  | 177  | 7  | 2.59 | .906 |
| 1993–94    | Chicago Blackhawks          | NHL         | 70  | 37  | 24  | 6   | —   | 3998  | 178  | 7  | 2.67 | .906 |
| 1994–95    | Chicago Blackhawks          | NHL         | 42  | 22  | 15  | 3   | —   | 2450  | 93   | 5  | 2.28 | .906 |
| 1995–96    | Chicago Blackhawks          | NHL         | 50  | 22  | 17  | 10  | —   | 2956  | 135  | 1  | 2.74 | .902 |
| 1996–97    | Chicago Blackhawks          | NHL         | 33  | 11  | 15  | 6   | —   | 1966  | 88   | 1  | 2.69 | .907 |
| 1996–97    | San Jose Sharks             | NHL         | 13  | 3   | 9   | 0   | —   | 757   | 43   | 1  | 3.41 | .884 |
| 1997–98    | Dallas Stars                | NHL         | 61  | 37  | 12  | 10  | —   | 3581  | 112  | 9  | 1.88 | .916 |
| 1998–99    | Dallas Stars                | NHL         | 61  | 35  | 15  | 9   | —   | 3536  | 117  | 5  | 1.99 | .915 |
| 1999–00    | Dallas Stars                | NHL         | 62  | 32  | 21  | 7   | —   | 3620  | 127  | 4  | 2.10 | .919 |
| 2000–01    | Dallas Stars                | NHL         | 63  | 35  | 20  | 7   | —   | 3687  | 144  | 8  | 2.34 | .905 |
| 2001–02    | Dallas Stars                | NHL         | 60  | 21  | 27  | 11  | —   | 3467  | 153  | 1  | 2.65 | .895 |
| 2002–03    | Toronto Maple Leafs         | NHL         | 62  | 37  | 20  | 5   | —   | 3738  | 141  | 7  | 2.26 | .922 |
| 2003–04    | Toronto Maple Leafs         | NHL         | 59  | 34  | 19  | 6   | —   | 3444  | 122  | 10 | 2.13 | .918 |
| 2005–06    | Toronto Maple Leafs         | NHL         | 49  | 22  | 22  | —   | 4   | 2897  | 159  | 0  | 3.29 | .892 |
| 2006–07    | Florida Panthers            | NHL         | 58  | 27  | 17  | —   | 10  | 3289  | 152  | 1  | 2.77 | .902 |
| 2007–08    | Leksands IF                 | Allsvenskan | 20  | 16  | 3   | 1   | —   | 1206  | 36   | 6  | 1.79 | .921 |
| NHL totalt | NHL totalt                  | NHL totalt  | 963 | 484 | 320 | 125 | 14  | 55696 | 2317 | 76 | 2.50 | .906 |

### Slutspel
| Säsong     | Lag                 | Liga        | M   | V  | F  | MIN  | IM  | N  | GIM  | R%   |
| ---------- | ------------------- | ----------- | --- | -- | -- | ---- | --- | -- | ---- | ---- |
| 1984–85    | Winkler Flyers      | MJHL        | 7   | 3  | 4  | 528  | 41  | 0  | 4.66 | —    |
| 1987–88    | Saginaw Hawks       | IHL         | 9   | 4  | 5  | 561  | 33  | 0  | 3.52 | —    |
| 1988–89    | Saginaw Hawks       | IHL         | 5   | 2  | 3  | 298  | 14  | 0  | 2.81 | —    |
| 1989–90    | Chicago Blackhawks  | NHL         | 9   | 4  | 2  | 409  | 17  | 0  | 2.49 | —    |
| 1990–91    | Chicago Blackhawks  | NHL         | 6   | 2  | 4  | 295  | 20  | 0  | 4.06 | .901 |
| 1991–92    | Chicago Blackhawks  | NHL         | 18  | 12 | 4  | 949  | 39  | 1  | 2.46 | .911 |
| 1992–93    | Chicago Blackhawks  | NHL         | 4   | 0  | 4  | 249  | 13  | 0  | 3.13 | .882 |
| 1993–94    | Chicago Blackhawks  | NHL         | 6   | 2  | 4  | 360  | 15  | 0  | 2.50 | .927 |
| 1994–95    | Chicago Blackhawks  | NHL         | 16  | 9  | 7  | 1014 | 37  | 1  | 2.18 | .928 |
| 1995–96    | Chicago Blackhawks  | NHL         | 9   | 6  | 3  | 666  | 23  | 1  | 2.07 | .934 |
| 1997–98    | Dallas Stars        | NHL         | 17  | 10 | 7  | 1039 | 31  | 1  | 1.79 | .928 |
| 1998–99    | Dallas Stars        | NHL         | 23  | 16 | 7  | 1544 | 43  | 3  | 1.67 | .935 |
| 1999–00    | Dallas Stars        | NHL         | 23  | 14 | 9  | 1443 | 45  | 4  | 1.87 | .931 |
| 2000–01    | Dallas Stars        | NHL         | 10  | 4  | 6  | 671  | 25  | 0  | 2.23 | .910 |
| 2002–03    | Toronto Maple Leafs | NHL         | 7   | 3  | 4  | 532  | 24  | 0  | 2.70 | .915 |
| 2003–04    | Toronto Maple Leafs | NHL         | 13  | 6  | 7  | 774  | 27  | 3  | 2.09 | .929 |
| 2007–08    | Leksands IF         | Allsvenskan | 9   | 4  | 5  | 510  | 22  | 1  | 2.59 | .911 |
| NHL totalt | NHL totalt          | NHL totalt  | 161 | 88 | 68 | 9945 | 359 | 14 | 2.17 | .920 |

## Meriter
- Stanley Cup – 1999 med Dallas Stars
- Calder Memorial Trophy – 1990–91
- Vézina Trophy – 1990–91 och 1992–93
- NHL First All-Star Team – 1990–91 och 1992–93
- NHL Second All-Star Team – 1994–95
- Invald i Hockey Hall of Fame 2011